# Gare d'Hermalle-sous-Huy
La gare d’Hermalle-sous-Huy est une ancienne gare ferroviaire belge de la ligne 125, de Liège à Namur, située en face d’Hermalle-sous-Huy, sur le territoire de la commune de Saint-Georges-sur-Meuse, dans la province de Liège, en Région wallonne.
Mise en service dans les années 1850, elle est fermée aux voyageurs depuis 1993.

## Situation ferroviaire
Établie à 68 m d'altitude, la gare d’Hermalle-sous-Huy est située au point kilométrique (PK) 18.8 de la ligne 125, de Liège à Namur, entre les gares ouvertes d’Engis et de Haute-Flône.

## Histoire
La Société des chemins de fer de Namur à Liège et de Mons à Manage avec leurs extensions met en service la ligne en 1850-1851. La Compagnie du Nord - Belge en reprend l'exploitation à partir de 1854 avant d'être nationalisée en 1940.
Une gare est mentionnée à Hermalle-sous-Huy à partir de 1855.
En 1884, le Nord -Belge démolit le bâtiment d'origine pour le remplacer par un bâtiment voyageurs standardisé, dessiné en France par les Chemins de fer du Nord, que l'on retrouve sur toutes les lignes Nord - belges.
La SNCB ferme les guichets de la gare d'Hermalle le 23 mai 1993 et met fin à l'arrêt des trains de voyageurs le 10 septembre de la même année.
La gare conserve néanmoins in trafic important de marchandises grâce aux carrières et aux fours à chaux de la société Dumont-Wautier, auxquelles se rajoutaient une mine de zinc et une briqueterie, disparus depuis, ainsi qu'un parc d’activités économiques, ouvert en 1968.

### Accidents ferroviaires
Le 3 juillet 2008, un train de voyageurs entre en collision frontale avec un train de marchandises qui attendait de manœuvrer vers le raccordement privé Dumont-Wautier,. Un défaut de fonctionnement d'un signal avertisseur a empêché le conducteur d'être prévenu à temps de la nécessité de s'arrêter avant l'aiguillage de la gare d'Hermalle-sous-Huy. 38 personnes ont été blessées dont deux grièvement.
Le 5 juin 2016 vers 23 h, un train de voyageurs composé de deux automotrices triples AM96 percute un train de marchandises arrêté à un signal entre Hermalle-sous-Huy et Haute-Flône. Trois occupants du train de voyageurs décèdent. L'accident est imputé à un défaut de vigilance du conducteur du train de voyageurs, décédé dans l'accident, aggravé par l'absence de protection de la ligne par le système TBL1. Ce dernier point avait déjà été soulevé lors du rapport de l'accident de 2008.

## Patrimoine ferroviaire
Le bâtiment de la gare, non utilisé par la SNCB depuis 1993, est entouré de voies de garage. Du plan type standard des Chemins de fer du Nord, il possède deux ailes symétriques de deux travées. Un poste d'aiguillage a été aménagé sur le quai attenant.